# Менифи (Арканзас)
Менифи (англ. Menifee) — город, расположенный в округе Конуэй (штат Арканзас, США) с населением в 311 человек по статистическим данным переписи 2000 года.

## География
По данным Бюро переписи населения США Менифи имеет общую площадь в 5,7 квадратных километров, водных ресурсов в черте населённого пункта не имеется.
Город Менифи расположен на высоте 98 метров над уровнем моря.

## Демография
По данным переписи населения 2000 года в Менифи проживал 311 человек, 83 семьи, насчитывалось 116 домашних хозяйств и 141 жилой дом. Средняя плотность населения составляла около 54,6 человек на один квадратный километр. Расовый состав Менифи по данным переписи распределился следующим образом: 11,90 % белых, 84,57 % — чёрных или афроамериканцев, 3,54 % — представителей смешанных рас. Испаноговорящие составили 1,93 % от всех жителей города.
Из 116 домашних хозяйств в 34,5 % — воспитывали детей в возрасте до 18 лет, 44,8 % представляли собой совместно проживающие супружеские пары, в 19,0 % семей женщины проживали без мужей, 28,4 % не имели семей. 26,7 % от общего числа семей на момент переписи жили самостоятельно, при этом 19,0 % составили одинокие пожилые люди в возрасте 65 лет и старше. Средний размер домашнего хозяйства составил 2,68 человек, а средний размер семьи — 3,20 человек.
Население города по возрастному диапазону по данным переписи 2000 года распределилось следующим образом: 28,9 % — жители младше 18 лет, 9,0 % — между 18 и 24 годами, 25,1 % — от 25 до 44 лет, 19,6 % — от 45 до 64 лет и 17,4 % — в возрасте 65 лет и старше. Средний возраст жителей составил 37 лет. На каждые 100 женщин в Менифи приходилось 85,1 мужчин, при этом на каждые сто женщин 18 лет и старше приходилось 82,6 мужчин также старше 18 лет.
Средний доход на одно домашнее хозяйство в городе составил 27 500 долларов США, а средний доход на одну семью — 34 750 долларов. При этом мужчины имели средний доход в 27 500 долларов США в год против 20 859 долларов среднегодового дохода у женщин. Доход на душу населения в городе составил 12 624 доллара в год. 8,6 % от всего числа семей в населённом пункте и 10,8 % от всей численности населения находилось на момент переписи населения за чертой бедности, при этом 11,0 % из них были моложе 18 лет и 14,5 % — в возрасте 65 лет и старше.